# Десять сталинских ударов
Де́сять ста́линских уда́ров — идеологема, общее название ряда крупнейших наступательных стратегических операций в Великой Отечественной войне, проведённых в 1944 году вооружёнными силами СССР.
Изначально этот ряд операций не объединялся под общим названием: операции планировались и проводились, исходя из логики событий и общих стратегических задач на тот год. Впервые десять ударов были перечислены Иосифом Сталиным в первой части доклада «27-я годовщина Великой Октябрьской социалистической революции» от 6 ноября 1944 года на торжественном заседании Московского городского Совета депутатов трудящихся.
Как идеологема, прославляющая Сталина, термин «Десять сталинских ударов» перестал использоваться в советской литературе и публицистике вскоре после смерти Сталина на волне развенчания культа его личности: применялось название «Десять ударов».

## Первый удар
Первым ударом в январе 1944 года стала стратегическая наступательная операция войск Ленинградского, Волховского и 2-го Прибалтийского фронтов во взаимодействии с Балтийским флотом с целью разгрома группировки немцев под Ленинградом и Новгородом. Взломав мощную долговременную оборону врага на 300-километровом фронте, советские войска разгромили 18-ю и частично 16-ю немецкие армии группы армий «Север» и к 29 февраля продвинулись на 270 км, полностью ликвидировав блокаду Ленинграда и освободив Ленинградскую область. В результате успешного осуществления первого удара были созданы благоприятные условия для освобождения Прибалтики и разгрома противника в Карелии.
По выражению самого Сталина: «Первый удар был нанесён нашими войсками в январе этого года под Ленинградом и Новгородом, когда Красная Армия взломала долговременную оборону немцев и отбросила их в Прибалтику. Результатом этого удара оказалось освобождение Ленинградской области».

## Второй удар
Второй удар нанесли войска 1-го, 2-го, 3-го и 4-го Украинских фронтов в феврале-марте 1944 года, разгромив немецкие группы армий «Юг» и «A» на реке Южный Буг и отбросив их остатки за реку Днестр. В результате стратегической внезапности удара советских войск была освобождена вся Правобережная Украина и советские войска вышли на рубеж Ковель, Тарнополь, Черновцы, Бельцы. Это создало условия для последующего удара в Белоруссии и разгрома немецко-румынских войск в Крыму и под Одессой в апреле-мае 1944 года.

## Третий удар
В результате третьего удара советскими войсками 3-го и 4-го Украинских фронтов и Отдельной Приморской армии во взаимодействии со 2-м Украинским фронтом и Черноморским флотом были разгромлены одесская и крымская группировки 17-й немецкой армии и был освобождён Крым. Третий удар начался Одесской операцией (26 марта — 14 апреля) и освобождением городов Николаев и Одесса войсками 3-го Украинского фронта. С 8 апреля по 12 мая проводилась Крымская операция, 13 апреля был освобождён Симферополь, 9 мая — Севастополь.

## Четвёртый удар
Четвёртый удар был осуществлён войсками Ленинградского фронта на Карельском перешейке и войсками Карельского фронта на Свирско-Петрозаводском направлении при содействии Балтийского флота, Ладожской и Онежской военных флотилий в июне—июле 1944 года. 6 июня войска союзников начали десантную операцию в Нормандии. Это означало открытие долгожданного второго фронта. Чтобы не дать немцам возможности перебросить войска на запад, 10 июня Красная Армия начала летнее наступление на Карельском перешейке. Прорвав «линию Маннергейма» и заняв Выборг и Петрозаводск, советские войска вынудили правительство Финляндии выйти из войны и начать переговоры о мире. В результате четвёртого удара советские войска нанесли крупное поражение финским войскам, освободили города Выборг, Петрозаводск и большую часть Карело-Финской ССР. Выход Финляндии из войны позволил кораблям Балтийского флота использовать шхерные фарватеры, чтобы снова выйти в Балтийское море, полностью перекрытое в 1943 году минными и сетевыми заграждениями.

## Пятый удар
С 23 июня по 29 августа 1944 года в Белоруссии были проведены наступательные операции войск 1-го Прибалтийского, 1-го, 2-го и 3-го Белорусских фронтов. Советские войска разгромили группу немецких армий «Центр» и уничтожили 30 дивизий противника восточнее Минска. В результате пятого удара были освобождены Белорусская ССР, большая часть Литовской ССР и значительная часть Польши. Советские войска форсировали реку Неман, вышли к реке Висла и непосредственно к границам Германии — Восточной Пруссии. Немецкие войска были разбиты наголову в районе Витебска, Бобруйска, Могилёва, Орши. Немецкая группа армий «Север» в Прибалтике была рассечена надвое. 

## Шестой удар
Шестым ударом стали наступательные операции войск 1-го Украинского фронта в июле—августе 1944 года на Западной Украине. Советские войска разгромили немецкую группировку под Львовом и отбросили её остатки за реки Сан и Висла. В результате шестого удара была освобождена Западная Украина; советские войска форсировали Вислу и образовали мощный плацдарм западнее города Сандомир.

## Седьмой удар
Наступательные операции войск 2-го и 3-го Украинских фронтов во взаимодействии с Черноморским флотом и Дунайской военной флотилией в августе—сентябре 1944 года в районе Кишинёв — Яссы стали седьмым ударом. Основу удара составила Ясско-Кишинёвская наступательная операция 2-го и 3-го Украинских фронтов, в результате которой была разгромлена крупная группировка немецко-румынских войск, освобождена Молдавская ССР и выведены из строя союзницы Германии — Румыния, а затем Болгария, был открыт путь для советских войск в Венгрию и на Балканы.

## Восьмой удар
В сентябре-октябре 1944 года в Прибалтике войсками Ленинградского, 1-го, 2-го и 3-го Прибалтийских фронтов и Балтийским флотом были проведены Таллинская, Мемельская, Рижская, Моонзундская и другие наступательные операции. В результате этих операций советские войска отрезали от Восточной Пруссии, изолировали в Латвии (Курляндский котёл) более 30 немецких дивизий, заблокировав их между Тукумсом и Либавой (Лиепаей). Освободили Эстонскую ССР, Литовскую ССР, бо́льшую часть Латвийской ССР. Финляндия была принуждена к разрыву союза с Германией и объявлению ей впоследствии войны.

## Девятый удар
Девятый удар был осуществлён в октябре 1944 года. Он включил в себя наступательные операции 2-го, 3-го и 4-го Украинских фронтов, проведённые в северной части Карпат, между реками Тиса и Дунай, и в восточной части Югославии. В результате этих операций были разгромлены немецкие группы армий «Юг» и «F», очищена большая часть территории Венгрии, освобождена Закарпатская Украина, оказана помощь в освобождении Чехословакии и Югославии и созданы условия для последующего удара по Австрии и Южной Германии.

## Десятый удар
Десятым ударом в октябре 1944 года стала операция войск Карельского фронта и кораблей Северного флота по разгрому 20-й горной немецкой армии в Северной Финляндии, в результате которой был освобождён район Печенги и ликвидирована угроза порту Мурманск и северным морским путям СССР. Советские войска 15 октября заняли Печенгу, 22 октября пересекли шоссе Киркенес — Рованиеми, взяли под контроль весь район никелевых рудников и 25 октября вступили в пределы союзной Норвегии для освобождения её от немецких войск.

## В кинематографе
В первые послевоенные годы перед советским кинематографом была поставлена задача экранизировать «удары», но до смерти Сталина успели снять лишь три картины:

серии художественно-документальных фильмов об основных операциях, о главных ударах, нанесенных Советской Армией по фашистским захватчикам. Из десяти задуманных фильмов до зрителей дошло лишь три: двухсерийные эпопеи «Сталинградская битва» Владимира Петрова и «Падение Берлина» Михаила Чиаурели и односерийный «Третий удар» Игоря Савченко.— журнал «Искусство кино», 1977